# Droit de douane environnemental
 (janvier 2022).
Un droit de douane environnemental ou tarifaire environnemental, aussi connu comme un « tarif vert » ou un « téco-tarif », est un tarif d'importation ou d'exportation sur les produits en provenance, ou encore envoyé de pays où la pollution de l'environnement est sous contrôle. Ils peuvent être utilisés comme des contrôles efficaces sur la pollution globale, et peuvent également être considérées comme des mesures correctives contre les « courses de l'environnement vers le bas » et de « l'éco-dumping ».
La première application de ce concept pourrait être le projet de « mécanisme d'ajustement carbone aux frontières » présenté par la Commission européenne le 14 juillet 2021.

## Dans l'Union Européenne
La Commission européenne présente le 14 juillet 2021 sa proposition de paquet « Fit for 55 » qui inclut son projet de taxe carbone aux frontières, dénommé « mécanisme d'ajustement carbone aux frontières », qui serait un des outils majeurs de la lutte de l'Europe contre le réchauffement climatique. Il consisterait à imposer un prix du carbone sur certains produits importés fabriqués par des entreprises hors d'Europe, dans des pays aux normes environnementales moins ambitieuses. Les secteurs ciblés sont les plus émetteurs : ciment, acier et fer, aluminium, engrais et électricité ; ils représentent 170 millions de tonnes d'émissions importées, d'après le cabinet Icis. Ils se verront imposer progressivement l'achat de « certificats d'émissions », basés sur le prix du carbone qu'ils auraient dû acquitter si les biens avaient été produits dans l'UE. À partir de 2026, date d'entrée en vigueur du dispositif, les importateurs devront déclarer la quantité d'émissions contenues dans les biens reçus. L'objectif est d'éviter les délocalisations de productions émettrices de gaz à effet de serre, appelées « fuites de carbone » ; le projet pourrait inciter les producteurs de pays tiers à réduire leurs émissions ; il pourrait rapporter jusqu'à 10 milliards d'euros par an pour le budget de l'UE, notamment pour financer le plan de relance post-Covid. En contrepartie, la Commission prévoit l'extinction progressive, en dix ans, des quotas alloués gratuitement dans le cadre du marché européen du carbone pour dissuader les délocalisations, qui n'auraient selon elle plus de raison d'être. Les pays les plus touchés, comme la Turquie ou la Russie, invoquent les règles de l'Organisation mondiale du commerce (OMC) pour s'opposer au projet. Le vice-président exécutif de la Commission, Valdis Dombrovskis, promet que « ce mécanisme sera soigneusement équilibré et non discriminatoire » et tiendra « pleinement compte du prix du carbone payé dans d'autres pays ».

### Réaction des autres puissances
Alors que les États-Unis semblaient réticents en mars 2021, l'envoyé spécial du président américain pour le climat John Kerry s'étant dit « préoccupé » par l'impact commercial et diplomatique d'un tel ajustement fiscal, il déclare en décembre 2021 : « Il pourrait bien s'agir d'un outil que nous n'avons pas d'autre choix que d'utiliser si d'autres pays ne se montrent pas assez sérieux sur la réduction des émissions de carbone », et « une bonne idée à avoir sur la table ».